# Abisara jhana
Abisara jhana är en fjärilsart som beskrevs av Hans Fruhstorfer 1914. Abisara jhana ingår i släktet Abisara och familjen Riodinidae. Inga underarter finns listade i Catalogue of Life.